# Histioea aucta
Histioea aucta är en fjärilsart som beskrevs av Max Wilhelm Karl Draudt 1915. Histioea aucta ingår i släktet Histioea och familjen björnspinnare. Inga underarter finns listade i Catalogue of Life.